# Tamaricchio
Il Tamaricchio è un torrente della Campania. Costituisce un affluente in sinistra idrografica del fiume Tammaro.

## Descrizione
Scorre per 9 chilometri, interamente nella provincia di Benevento. Nasce dalle Murge di Pescardone, nell'Appennino campano. Il suo corso prosegue fra Molinara e San Marco dei Cavoti e presso Calisi, frazione di quest'ultimo, riceve da sinistra il Tammaricchio di San Giorgio, affluente che scende dalla valle tra Molinara e San Giorgio La Molara. Nei pressi di Pago Veiano confluisce nel Tammaro.